# Omaga
omaga (Akronym für Oh mein Gott) ist ein Popsong, welcher von Filip Vlček komponiert und vom tschechischen Sänger und Songwriter Benny Cristo getextet und interpretiert wurde. Mit dem Titel vertrat Benny Cristo Tschechien beim Eurovision Song Contest 2021 in Rotterdam, wo er jedoch im Halbfinale ausschied.

## Hintergrund und Produktion
Bereits im Mai 2020 bestätigte Česká televize, dass Cristo, der Kandidat der abgesagten Veranstaltung 2020, das Land beim kommenden Eurovision Song Contest vertreten werde. Am 16. Februar 2021 wurde der Titel das erste Mal der Öffentlichkeit präsentiert. Omaga wurde von Filip Vlček komponiert und produziert. Den Text schrieb Cristo selbst. Das Mastering erfolgte durch Nick Watson.
Den Titel habe man mit der Gitarre komponiert, ohne, dass man hierbei an den Eurovision Song Contest gedacht habe.

## Musik und Text
Der Text ist größtenteils in Englischer Sprache. Lediglich eine Zeile der zweiten Strophe ist Tschechisch. Das Intro ist identisch mit dem Refrain, welcher einmal von einem Pre-Chorus, sowie zwei weitere Male von einem Pre- als auch Post-Chorus umschlossen wird.
Stilistisch lässt sich omaga in die Genres Dance und Afropop einordnen.

## Beim Eurovision Song Contest
Die Europäische Rundfunkunion kündigte am 17. November 2020 an, dass die ausgeloste Startreihenfolge für den 2020 abgesagten Eurovision Song Contest beibehalten werde. Tschechien trat somit in der ersten Hälfte des zweiten Halbfinale am 20. Mai 2021 an. Am 30. März gab der Ausrichter bekannt, dass die Tschechische Republik die Startnummer 3 erhalten hat. Die kreative Leitung wird bei Marvin Dietmann liegen, Cristo wurde auf der Bühne von vier Tänzern begleitet, u. a. von den Choreografen, bestehend aus Robin und Alberto Gola. Er schied jedoch bereits im Halbfinale aus und konnte sich somit nicht für das Finale qualifizieren.

## Veröffentlichung
Das Musikvideo wurde unter der Regie von Jan Strach gedreht, welcher auch die Idee hierzu hatte. Das Video zeigt den Interpreten, welcher viele berühmte Szenen aus Film und Fernsehen darstellt. Verschiedene Szenen, wie etwa einen Ausschnitt, in welchem Cristo als Forrest Gump auf einer Bank zu sehen ist, konnten witterungsbedingt nicht im Freien gedreht werden, weshalb das Video intensiv nachbearbeitet werden musste.